# مرسدس-بنز کلاس-جی‌ال‌سی
مرسدس-بنز کلاس-جی‌ال‌سی (انگلیسی: Mercedes-Benz GLC-Class) خودروی شاسی‌بلند کامپکت اس‌یووی لوکس است، که از سال ۲۰۱۵ تاکنون توسط مرسدس-بنز تولید و توسط دایملر آ گ عرضه می‌شود.